# Чушмелий
Чушмелий (на украински: Степанівка Друга) е село в южна Украйна, част от Приазовски район на Запорожка област. Населението му е около 752 души (2001).
Разположено е в Черноморската низина, на 11 km северно от бреговете на Азовско море и на 45 km източно от град Мелитопол. Селото е основано през 1862 година от български преселници от преминалата на румънска територия част от Южна Бесарабия, главно от село Чушмелия.